# Полтинин, Фёдор Петрович
Фёдор Петрович Полтинин (1809—1871) — русский генерал-лейтенант.

## Биография
Родился 5 (17) февраля 1809 года. Происходил из дворян Тверской губернии.
В сентябре 1827 года подпрапорщиком поступил в Кексгольмский гренадерский полк. Во время Польского восстания в 1831 году участвовал «при поражении мятежников на p. Левице, близ Венгрова, при уничтожении отряда гр. Лубенского, в движении главной армии к Остроленке и при взятии штурмом города Варшавы»; 10 октября 1831 года за отличие был произведён в прапорщики.
Был прикомандирован 18 октября 1835 года к лейб-гвардии Литовскому полку, куда и был переведён 24 мая 1837 года. Произведён в полковники в марте 1848 года.
С 12 февраля 1844 года — снова в Кексгольмском полку; 6 декабря 1848 года был произведён в полковники, а 21 ноября 1850 года назначен командиром учебного карабинерного (впоследствии Астраханского гренадерского) полка.
Генерал-майор с 26 августа 1856 года; 30 ноября 1858 года получил назначение окружным генералом 6-го округа корпуса внутренней стражи.
С производством в генерал-лейтенанты 30 августа 1864 года он был назначен начальником местных войск Казанского военного округа.
В 1867 году был уволен от службы с чином генерал-лейтенанта и зачислен в запасные войска.
Умер 25 сентября (7 октября) 1871 года в своем имении, в Гдовском уезде Санкт-Петербургской губернии.